# Киселіва
Киселіва — річка в Україні, у Шполянському районі Черкаської області. Ліва притока Шполки (басейн Південного Бугу).

## Опис
Довжина річки приблизно 8,5 км.

## Розташування
Бере початок на східній стороні від села Киселівка. Тече переважно на північний захід Капустине і у селі Іскрине впадає у річку Шполку, ліву притоку Гнилого Тікичу. 
Біля витоку річку перетинає автошлях Т 2409.